# Robert Davidson (ingénieur)
Robert Davidson (né à Aberdeen en 1804 et mort dans la même ville en 1894) est un industriel, chimiste, expérimentateur et inventeur écossais qui s'est intéressé aux nouvelles techniques électriques. À partir de 1837, il construit de petits moteurs électriques non rotatifs et, en 1842, Davidson réussit à faire circuler une locomotive électrique de 6 tonnes à 6,5 km/h sur la ligne de chemin de fer Glasgow-Édimbourg. 

## Biographie
Fils d'un épicier-marchand de vin, il ne souhaita pas reprendre les affaires de son père en centre-ville. Il étudia au Marischal College de 1819 à 1821 à proximité du magasin familial où il suivit les cours de Patrick Copland (en), puis, alors qu'il était déjà en activité professionnelle, la classe de chimie de William Henderson, un médecin philosophe empiriste naturaliste sceptique. Il étudia grâce à une bourse, qu’il reçut en échange d’un emploi d’assistant de laboratoire.
Il monta, vers 1820, une entreprise de fabrication et fourniture de produits chimiques située à proximité de la voie de chemin de fer parallèle au canal nouvellement creusé. Cette banlieue, zone mixte industrielle et d'habitation, connut un développement très rapide dans cette période de révolution industrielle.
Il porta un vif intérêt à l'astronomie et l'électricité. Il fabriqua un télescope de dix mètres de long avec un miroir de 60 cm de diamètre, dont il ne reste plus de traces, gravure ou autre, mais qui constitua une curiosité du quartier.
À cette époque, Michael Faraday montra comment obtenir un mouvement par l'électricité.
Davidson construisit des piles électriques galvaniques et fit un prototype de moteur électrique de taille respectable en 1837.
En février 1842, il monta son exposition à Aberdeen: il présenta en démonstration une locomotive pouvant transporter deux personnes, un électroaimant pouvant soulever deux tonnes, et une presse à imprimer dont le moteur était équipé d'un volant de 1,50 mètre.
En septembre de la même année, sur la ligne Glasgow-Édimbourg, il réussit à faire circuler sa Galvani, une locomotive électrique de six tonnes, à 6,5 km/h, sans passager ni charge à tracter. Il était cependant impossible à l'époque d'envisager une exploitation commerciale à cause du coût des piles galvaniques embarquées, les accumulateurs rechargeables n'apparaissant qu'à la fin des années 1850,
Robert Davidson fit fortune dans les affaires,. 
Il ne fut reconnu et célébré qu'à partir de 1890, quatre ans avant sa mort, quand un article du The Electrician magazine déclara : « Robert Davidson fut indubitablement le premier à démontrer la possibilité de la traction électrique dans la pratique ».
Un modèle fonctionnel de son moteur électrique peut être vu au Grampian Transport Museum à Alford, Aberdeenshire, Écosse.
Si William H. Taylor, aux États-Unis, poursuivit le même genre d'expérimentations, ils n'eurent pas connaissance des travaux l'un de l'autre.